# 高杉晉作
高杉晉作（日语：／ Takasugi Shinsaku，1839年9月27日—1867年5月17日），諱春風，通稱晉作，又名東一、和助，字暢夫，號東行。幕末長州藩士。以創設奇兵隊而活躍於倒幕活動而知名。
假名有谷潛藏、谷梅之助、備後屋助一郎、三谷和助、祝部太郎、宍戸刑馬、西浦松助等。之後改名為谷潜蔵。贈正四位。

## 生平
為長門国萩城下菊屋横丁（現在山口縣萩市）長州藩士高杉小忠太的長男，生於天保10年8月20日。
十歳時得到疱瘡，幸而未死。嘉永5年（1852年）進入藩校的明倫館並且學習劍術。安政4年（1857年）進入由吉田松陰主持的松下村塾，安政5年（1858年）接受藩命到江戶遊學並且進入昌平坂学問所學習。安政6年（1859年），松陰因為安政大獄被捕而被處死刑。萬延元年（1860年）11月回鄉，與被稱為防長第一美人的山口町奉行井上平右衛門次女雅（まさ）結婚。
文久元年（1861年）3月為了訓練海軍，於是搭乘藩裡所擁有的軍艦丙辰丸前往江戶。8月前往東北遊学，和佐久間象山及横井小楠等人結為好友。文久2年（1862年）5月受到藩命和五代友厚一起作為幕府使節随行人員從長崎遠航到上海、當時的上海正逐漸成為英國和法國的殖民地和租界、然後晉作在見識到1854年的太平天国之亂後，7月回国，因此他的日記『遊清五録』被認為受到此些歷史事件很大的影響。
高杉遠航時，守舊派的長井雅樂失勢，尊攘派開始抬頭，高杉也和桂小五郎及久坂義助等人一起加入尊攘運動，於江戶和京都展開勤皇及破約攘夷的宣傳活動，並且和各藩的志士們互相交流。在這過程中，高杉和長州的志士們逐漸形成長州民族主義，而長州藩和朝廷及他藩的談判工作就由桂和久坂專門負責。文久2年（1862年）12月12日，為了抗議幕府的異勅，高杉與同志一起燒毀在品川御殿山裡建設中的英國駐日公使館，然後把吉田松陰的遺骨從小塚原刑場遷葬到世田谷。
文久3年（1863年）5月10日，由於幕府從朝廷方面要求停止攘夷的期限已過，於是長州藩對在關門海峡外国船隻進行砲擊，高杉受委託擔任下關的防衛工作，但反而遭到美法兩國的報復攻擊而慘敗（下關戰爭）。6月在廻船批發商白石正一郎的家中組成不依據身分安排職位的奇兵隊，並且以阿彌陀寺（現赤間神宮）為根據地（但在9月的教法寺事件被罷免總監職位）。
在京都由於薩摩藩和會津藩勾結，於是對在宮廷造成「八月十八日政變」的長州藩進行放逐。文久4年（1864年）1月，高杉想要說服主張進軍京都的激進派來島又兵衛卻被其拒絕，於是高杉脱藩並且前往京都潛伏著。之後由於桂小五郎的説服而在二月歸鄉，但因為脱藩罪而被關到野山獄中，六月出獄並且遭到觀察的處分。7月，長州藩在禁門之變戰敗而成為朝敵，來島及久坂玄瑞戰死和自殺。8月時，英國、法國、美國、荷蘭所組成的四国聯合艦隊向下關砲撃並且佔領砲台，於是晉作遭到赦免而擔任和談的工作。
這次的和談，英国提了許多條件並且要求『租借彦島』。高杉大體上接受全部的條件，但對於『租借領土』的條件則是堅決不答應，結果是成功地讓那些國家撤銷租借領土的主張。或許是在中國見識到清朝遭遇的高杉深深看透『領土附期限租借』的意義而拒絕。伊藤博文後於其自傳憶述，如果高杉那時接受條件，將會大大改變日本歷史，而這時的高杉晉作僅僅24歳。

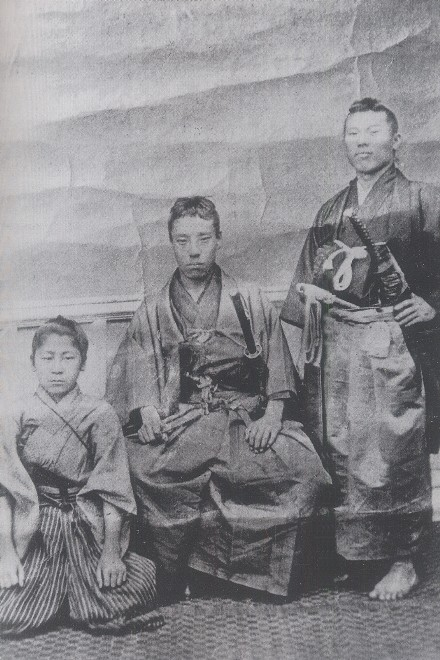
高杉晉作（中央）和伊藤博文（右）

由於在幕府第一次長州征伐的逼迫下，長州藩的俗論派（佐幕派）抬頭。10月，高杉逃往福岡，在躲藏於平尾山莊時，聽到屬於俗論派的正義派家老遭處刑的事情，於是再次回去下關。12月15日的半夜，由伊藤俊輔率領的力士隊、石川小五郎率領的遊撃隊和其他長州藩諸隊在功山寺舉兵，之後奇兵隊加入這些起義隊伍。元治2年（1865年）3月，排斥俗論派的首領椋梨藤太掌握了藩的實權。同月，高杉企圖前往長崎和英國商人Glover接觸但遭到反對。4月時，由於下關開港的事件，而成為攘夷派和俗論派的目標，因此高杉和愛妾鵜野（おうの）一起逃往四国投靠日柳燕石。6月時，經由桂小五郎的斡旋而得以歸鄉。
慶應元年（1865年）1月11日，晉作遭廢嫡，在同年9月29日受藩命改名為谷潛藏。慶應3年（1867年）3月29日時，被賜與新知100石，成為創立谷家的初代當家。
慶應2年（1866年）1月21日（有一説是1月22日），在土佐藩的坂本龍馬、中岡慎太郎、土方久元的仲介下，晉作和桂小五郎、井上聞多、伊藤俊輔一起在京都和薩摩藩組成薩長同盟。
5月時，與伊藤俊輔一起被命令前往薩摩，並且在長崎單獨買下了丙寅丸。
在6月的第二次長州征伐擔任海軍總督並擊退幕府艦隊，奪回了周防大島。而在小倉方面，於序盤攻勢時與肥後藩在小倉城的戰鬥勢均力敵，使得長州藩的局勢一度呈現好轉的狀態。
由於幕府軍總督小笠原長行膽小寡斷而激怒了加入幕府軍的諸藩們，他們威脅隨時要撤兵。7月時則因為收到將軍德川家茂死去的消息，使得小笠原決定撤退，此事因此決定了幕府的敗戰。這次的敗戰使得幕府的權威大大的墜落，成為慶應3年（1867年）11月大政奉還的巨大轉捩點，但是晉作自己卻在此時患了肺結核，於是不得不在櫻山展開療養生活。同年的5月17日（慶應3年4月14日），還未見到大政奉還的高杉過世，得年27歲。臨終時有父母和妻兒在身旁陪他，並且據說野村望東尼和山縣狂介、田中顯助等人也在高杉臨死前和他見過面，但根據田中殘餘的日記來看，他那時人正在京都，所以詳情不明。高杉之墓位於現在的山口縣下關市。
後來因為木戶孝允和大村益次郎等人的要求，於是高杉和吉田松陰、久坂玄瑞、坂本龍馬及中岡慎太郎等人，一起被迎接進入現在的靖国神社受到表彰和祭拜。
高杉的辭世之句為（讓這無趣的世界變得有趣吧）。
在他的彰顯碑上寫著：「動如雷電、發如風雨、衆目駭然、無敢正視者、此非我東行高杉君哉。｣這是伊藤博文對高杉晉作所作的評價。

## 登場作品
小說
- 棲世之日（日语：世に棲む日日）（文藝春秋、司馬遼太郎著）
- 第十一位志士（日语：十一番目の志士）（文藝春秋、司馬遼太郎著）
- 高杉晉作（講談社、山岡莊八著）
- 高杉晉作（學研、三好徹著）
- 晉作 蒼藍烈日（NHK出版、秋山香乃（日语：秋山香乃）著）
- 高杉晉作（講談社、池宮彰一郎（日语：池宮彰一郎）著）
- 青年（中央公論新社、林房雄著）
- 高杉晋作奔突（講談社、古川薰（日语：古川薫）著）
- 高杉晋作～戰鬥者的愛與死～（新潮社、古川薰著）
- My Dear Shinsaku（新潮社、今江祥智著）

影視劇
- 決戰奇兵隊（1941年、日活、演：嵐寛壽郎（日语：嵐寛寿郎））
- 風雲千兩船（1952年、東寶、演：長谷川一夫）
- 幕末太陽傳（日语：幕末太陽傳）（1957年、日活、演：石原裕次郎）
- 高杉晉作（日语：高杉晋作 (テレビドラマ)）（1963年、ANB、演：宗方勝巳）
- 幕末（1964年、TBS、演：木村功）
- 三姊妹（日语：三姉妹）（1967年、NHK大河劇、演：山本學）
- 少年高杉晋作（1967年、NET、演：加藤剛）
- 第十一位志士（日语：十一番目の志士#テレビドラマ）（1968年、NET、演：平幹二朗）
- 龍馬來了（1968年、NHK大河劇、演：和田浩治）
- 吉田松陰（日语：吉田松陰 (テレビドラマ)）（1969年、KTV、演：高橋長英）
- 天皇的世紀（日语：天皇の世紀#第一部（テレビドラマ））（1971年、ABC、演：原田大二郎）
- 清水次郎長（1971年、CX、演：古谷一行）
- 花神（日语：花神 (NHK大河ドラマ)）（1977年、NHK大河劇、演：中村雅俊）
- 風在燃燒（日语：風が燃えた）（1978年、TBS、演：山口崇）
- 幕末青春塗鴉：坂本龍馬（日语：幕末青春グラフィティ 坂本竜馬）（1982年、NTV、演：吉田拓郎）
- 龍馬來了（日语：竜馬がゆく#1982年版）（1982年、TX、演：田村亮）
- 大奧（1983年、KTV、演：大橋吾郎）
- 服部半藏 影之軍團（日语：服部半蔵 影の軍団#影の軍団IV）（1985年、KTV、演：本田博太郎）
- 奇兵隊（日语：奇兵隊 (テレビドラマ)）（1989年、NTV、演：松平健）
- 坂本龍馬（日语：坂本龍馬 (テレビドラマ)）（1989年、TBS、演：井上純一）
- 野心之國（日语：野望の国）（1989年、NTV、演：陣内孝則）
- 宛如炎光 吉田松陰（1991年、KRY、演：中西良太）
- 拜託龍馬了！（日语：竜馬におまかせ!）（1996年、NTV、演：寺脇康文）
- 龍馬來了（日语：竜馬がゆく#1997年版）（1997年、TBS、演：西村和彦）
- 尾張幕末風雲錄（1998年、TX、演：篠塚勝）
- 蒼天之夢（日语：世に棲む日日#蒼天の夢）（2000年、NHK、演：野村萬齋）
- 龍馬來了（日语：竜馬がゆく#2004年版）（2004年、TX、演：葛山信吾）
- 長州五傑（2006年、Libero、演：寺島進）
- 獄中花開（2010年、Thanks Lab、演：南譽士廣（日语：南誉士広））
- 龍馬傳（2010年、NHK大河劇、演：伊勢谷友介）
- 鮮為人知的幕末志士：山田顯義物語（日语：知られざる幕末の志士 山田顕義物語）（2012年、MBS、演：桐山照史）
- 花燃（2015年、NHK大河劇、演：高良健吾）
- 神劍闖江湖 最終章 The Beginning（2021年、華納兄弟、演：安藤政信）

舞台
- 上海大冒險（1990年、扇町Museum Square（日语：扇町ミュージアムスクエア）、演：小市慢太郎）
- 彥馬來了（日语：彦馬がゆく）（2002年、PARCO劇場、演：本間憲一（日语：本間憲一））
- 維新回天龍馬傳（2006年、寶塚宙組公演、演：十輝虹翠（日语：十輝いりす））

歌謠
- 高杉晋作（三波春夫作）
- 啊高杉晋作（詞：山添花秋、作曲：吉田矢健治（日语：吉田矢健治）、編曲：川上英一（日语：川上英一）、唱：三橋美智也）
- 「うの」ひと夏 by 高杉（詞／曲：泉谷茂（日语：泉谷しげる）、唱：吉田拓郎）

漫畫
- 跑吧晋作（角川書店、橋本光男（日语：はしもとみつお）作）
- 夕凪（角川書店、杉本亞未（日语：杉本亜未）作）
- 萩生養的少年志士：吉田松陰與其門下生（齊藤榮一（日语：斉藤栄一）作）
- 喂！龍馬（日语：お〜い!竜馬）（小學館、武田鐵矢作・小山由畫）
- SIDOOH 士道（集英社、高橋努作）
- 仁者俠醫（集英社、村上紀香作）
- 神劍闖江湖（集英社、和月伸宏作）
- 銀魂（集英社、空知英秋作）
- 無敵怪醫K（講談社、真船一雄作）
- 龍馬へ（講談社、陸奧利之（日语：むつ利之）作）
- 爆彈！〜幕末男子〜（日语：ばくだん!〜幕末男子〜）（講談社、加瀨敦（日语：加瀬あつし）作）
- 魔女三百才開始（白泉社、原田重光作・松本救助畫）

遊戲
- 明治維新
- 維新之嵐
- 維新之嵐：幕末志士傳
- 坂本龍馬・維新開国
- 風雲：幕末傳
- 遙遠時空
- 裏語 薄櫻鬼
- 在茜色天空與君詠唱
- 幕末ROCK
- Fate/Grand Order
- 浪人崛起 Rise of the Rōnin

## 外部連結
- 東行庵高杉晉作之墓
- 幕末革命兒 高杉晉作 （页面存档备份，存于）